# 塔马里特德利特拉
塔马里特德利特拉，是西班牙阿拉贡自治区韦斯卡省的一个市镇。总面积111平方公里，总人口3655人（2001年），人口密度33人/平方公里。